# فرانكلين باور
فرانكلين باور (بالإنجليزية: Franklyn Baur)‏ هو مغني أمريكي، ولد في 5 أبريل 1903، وتوفي في 24 فبراير 1950.